# Drawsko Pomorskie
Drawsko Pomorskie [ˈdrafskɔ pɔˈmɔrskʲɛ] (indtil 1948 polsk: Drawsko; tysk: Dramburg) er en by i powiat Drawsko  i Vestpommerske Voivodeship i det nordvestlige Polen, det administrative sæde for powiatet  og  kommune i Gmina Drawsko Pomorskie . Pr.  2013   har byen  11.878 indbyggere.
Drawsko ligger i den sydøstlige del af Vestpommerske Voivodeship (siden 1999) i Pommern-regionen og ligger i  Vestpommerns søområde. Byen ligger ved hovedløbet  af Drawa- floden, en højre biflod til Notic, vest for en ekspansiv skov med det beskyttede område i Drawsko Landskabspark .
Regionshovedstaden Szczecin ligger omkring 100  mod vest. Et stort militært øvelsesområde syd for byen bruges ofte i NATO-øvelser.